# Monodelphis sorex
Monodelphis sorex är en pungdjursart som först beskrevs av Reinhold Friedrich Hensel 1872. Monodelphis sorex ingår i släktet pungnäbbmöss och familjen pungråttor. Inga underarter finns listade.

## Utseende
Arten når en kroppslängd (huvud och bål) av 11 till 13 cm, en svanslängd av 6,5 till 8,5 cm och en vikt av cirka 48 g. Djuret liknar med sin långsträckta nos och de små ögonen en näbbmus i kroppsformen. Pälsen på huvudets och ryggens topp är gråbrun och den blir rödbrun fram till kroppssidorna samt fram till stjärten. Undersidan är täckt av ljusröd till krämfärgad päls. På svansen förekommer bara fina hår. Hannar är allmänt tydlig större än honor. Händer och fötter är täckt av rödaktiga hår vad som skiljer arten från Monodelphis dimidiata. "Arten" Monodelphis henseli som är beskriven i flera gamla avhandlingar är egentligen vuxna exemplar av denna art. Arten tillhör pungdjuren men honor saknar pung (marsupium).

## Utbredning
Pungdjuret förekommer i sydöstra Brasilien, södra Paraguay och nordöstra Argentina. Arten listas inte av IUCN. Habitatet utgörs av regnskogar och av fuktiga skogar nära Atlanten.

## Ekologi
Individerna är främst aktiva vid skymningen och vid gryningen. De går vanligen på marken och jagar insekter som kompletteras med frukter och små ryggradsdjur. Annars antas att levnadssättet är lika som hos andra pungnäbbmöss.